# Mycomyces fungoides
Mycomyces fungoides är en svampart som beskrevs av Wyss-Chod. 1928. Mycomyces fungoides ingår i släktet Mycomyces, divisionen sporsäcksvampar och riket svampar.   Inga underarter finns listade i Catalogue of Life.